# Carlos Gómez Gavazzo

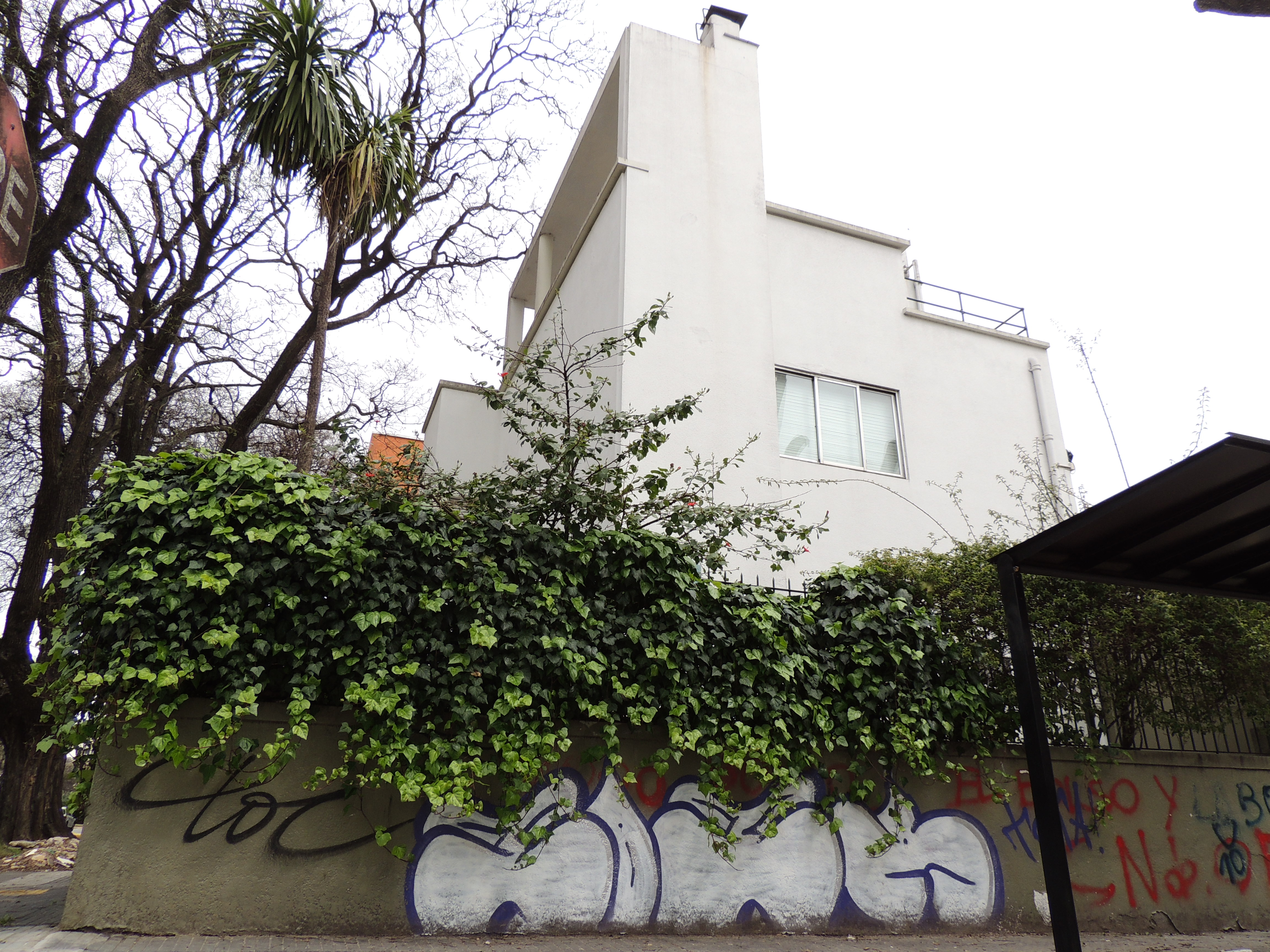
Vivienda Valerio Souto en la esquina de Br. Artigas y García de Zúñiga, por Gómez Gavazzo (1928).

Carlos Gómez Gavazzo (1904 - 1987) fue un arquitecto y urbanista uruguayo.

## Biografía
Egresa de la Facultad de Arquitectura (UdelaR) con el título de arquitecto en 1931. Por sus proyectos innovadores obtiene el Gran Premio de la Facultad de Arquitectura, y tiene ocasión de trabajar en 1933 con el maestro del Movimiento Moderno Le Corbusier y viajar a Europa entre 1933 y 1934. A su regreso del país y durante cerca de 40 se dedicará fuertemente a la enseñanza e investigación en la Facultad de Arquitectura; en la misma, participó en la creación del actual Instituto de Teoría de la Arquitectura y Urbanismo (ITU) en 1936, accediendo con los años a su Dirección; se destacó en planeamiento territorial. A nivel docente, Gómez Gavazzo accedió a la Dirección de su propio Taller de Proyectos; asimismo, fue uno de los impulsores de la reconversión radical de la Facultad de Arquitectura en 1952. Fue autor de múltiples ensayos en el campo de su especialidad, destacándose, Metodología del Planeamiento Territorial, Arquitectura de Comunidades y Movilidad Locacional de la Población y Teoría de las Densidades.
A nivel profesional se destaca la expansión del Balneario La Paloma, una de las pocas experiencias urbanísticas relevantes del 
siglo XX en Uruguay. A nivel de sus proyectos de arquitectura destaca el Proyecto del Concurso del Palacio Legislativo de Quito, primer premio del correspondiente Concurso Internacional de Arquitectura realizado en 1946.